# Chris Commons
Chris Commons (eigentlich Christopher John Commons; * 9. Dezember 1950) ist ein ehemaliger australischer Weitspringer.
Bei den Pacific Conference Games 1973 und bei den British Commonwealth Games 1974 in Christchurch gewann er jeweils Silber.
1976 schied er bei den Olympischen Spielen in Montreal in der Qualifikation aus.
1977 siegte er bei den Pacific Conference Games, und 1978 holte er erneut Silber bei den Commonwealth Games in Edmonton.
Von 1973 bis 1976 wurde er viermal in Folge Australischer Meister. Seine persönliche Bestweite von 8,08 m stellte er am 14. Januar 1978 in Sydney auf.
Sein Bruder Don Commons war als Dreispringer erfolgreich.